# 厳紹璗
厳 紹璗（げん しょうとう、1940年9月 - 2022年8月6日）は、中華人民共和国の歴史学者。日本研究、古典文献学、比較文学を専攻。北京大学中国語言文学系教授。日中歴史共同研究中国側委員、香港大学名誉教授。

## 人物
上海市生まれ。1964年、北京大学卒業。その後、北京大学助教、1980年に北京大学講師、1985年に北京大学副教授、1990年に北京大学教授。北京大学比較文学比較文化研究所所長。
学外では、中国比較文学学会副会長、京都大学客員教授、佛教大学客員教授、宮城学院女子大学客員教授、国際日本文化研究センター客員教授、国文学研究資料館客員教授などを務める。
日中歴史共同研究中国側委員として古代・中近世史分科に参加し、「古代中近世東アジア世界における日中関係史」を発表している。

## 受賞
アジア太平洋出版協会出版賞学術書部門金賞、山片蟠桃賞、中国比較文学終身功労賞、国際中国文化研究終身功労賞など。